# 거리의 풍경

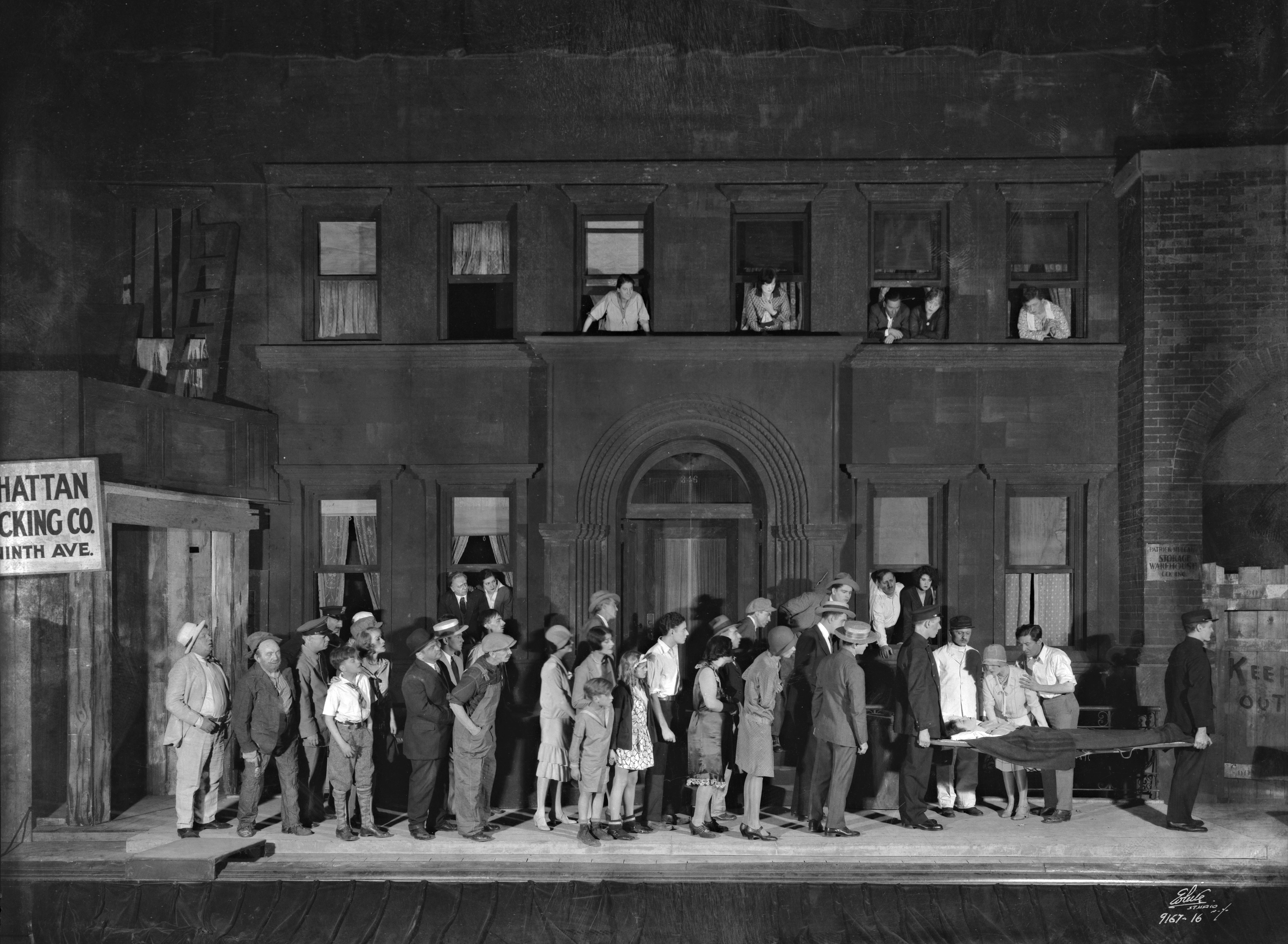

《거리의 풍경》(Street Scene)은 엘머 라이스의 1929년 희곡이다. 발표된 해 연극 부문으로 퓰리처상(賞)을 받았다.

## 개요
잡다한 국적과 직업을 가진 사람들이 사는 뉴욕의 변두리에 있는 아파트를 배경으로 대도시의 한 단면을 묘사한 작품이다. 극장의 장치계원(裝置係員)이 그의 아내와 아내의 정부(情夫)인 우유배달부를 살해하는 사건을 중심으로 하나, 극적 흥미는 오히려 아파트 전체를 맴돌고 있는 가난한 사람들의 정념(情念)의 갈등에 있다. 라이스의 그때까지의 작품과는 달리 사실(寫實)로 일관하고 있고 다수의 인물을 교묘히 구사하고 있다.